# Welcome to the Neighbourhood
Welcome to the Neighbourhood, pubblicato nel 1995, è il settimo album di Meat Loaf. L'album contiene la hit I'd Lie for You (And That's the Truth), un duetto con la cantante Patti Russo, che ha raggiunto la posizione n. 2 in Gran Bretagna. L'album ha avuto un grande successo ed è disco di platino negli Stati Uniti e nel Regno Unito.

## Tracce
1. Where the Rubber Meets the Road
2. I'd Lie for You (And That's the Truth)
3. Original Sin
4. 45 Seconds of Ecstasy
5. Runnin' for the Red Light (I Gotta Life)
6. Fiesta de las Almas Perdidas
7. Left in the Dark
8. Not a Dry Eye in the House
9. Amnesty Is Granted
10. If This Is the Last Kiss (Let's Make It Last All Night)
11. Martha
12. Where Angels Sing